# Securai Utara
Securai Utara is een bestuurslaag in het regentschap Langkat van de provincie Noord-Sumatra, Indonesië. Securai Utara telt 8032 inwoners (volkstelling 2010).